# Rimini Football Club 1912
Die Rimini Football Club 1912 (bis Juni 2010 Rimini Calcio, bis Juni 2016 A.C. Rimini 1912) ist ein italienischer Fußballclub aus der romagnolischen Stadt Rimini. Die Vereinsfarben sind Rot-Weiß. Als Stadion dient dem Verein das Stadio Romeo Neri, es bietet Platz für 9.768 Zuschauer.

## Geschichte

### Die Anfänge
Anfangs hieß der Verein Libertas, jedoch wurde der Verein bereits in den 1920er-Jahren in Rimini FC umbenannt. Seit jener Zeit spielt Rimini mit rot-weißen Trikots. In der Saison 1929/30 wurde das Stadio Romeo Neri gebaut, das damals Stadio Comunale hieß. In den 1930er-Jahren spielte der Verein in der Meisterschaft gegen regionale Gegner wie die AC Cesena, Ravenna Calcio oder den Stadtrivalen Dopolavoro Ferroviario Rimini.
In der Saison 1947/48 belegte Rimini Calcio in seiner Gruppe in der Serie C den ersten Platz; maßgeblich an diesem Erfolg beteiligt war der damalige Torhüter Giorgio Ghezzi, der später für Inter Mailand spielte, der es – mit dem Übername Kamikaze – in die Nationalelf schaffte. Später, in den 1950ern, spielte der Verein nicht mehr um den Aufstieg in die Serie B, sondern gegen den Abstieg.
In den 1960er-Jahren prägten verschiedene Spieler Rimini, die in der Folge den Sprung in die Serie A und zum Teil sogar in die Nationalelf schafften – etwa Sergio Santarini, Sandro Carlini und Franco Nanni.

### Aufstieg in die Serie B
Anfangs der 1970er brachte der neu gewählte Präsident Gilberto Gaspari neue Impulse in den Verein, indem er begann, Rimini Calcio systematisch zu verstärken und versprach, in drei Jahren den Aufstieg in die Serie B zu schaffen. 1976 wurde dieses Versprechen dann auch Tatsache. Jedoch kam es bald zu Problemen, in deren Folge der Trainer und später auch der Präsident gewechselt wurden. 1976/77 stieg der Verein schließlich ab ein einziger Punkt fehlte.
Am Ende der Saison verließ der erst ein Jahr zuvor gekommene Trainer Helenio Herrera wieder den Verein; er wurde durch Osvaldo Bagnoli ersetzt.

### Serie C1
Die folgenden Jahre waren von diversen Trainerwechseln geprägt, am Erfolg von Rimini Calcio änderte dies jedoch nichts Wesentliches. 1982 wurde Arrigo Sacchi verpflichtet, der dort sein Trainerdebüt gab. Er beendete seine erste Saison auf einem respektablen fünften Platz, dennoch verließ er den Verein und wechselte zur AC Florenz. Bereits ein Jahr später kehrte er zur Saison 1984/85 zurück, verließ den Verein aber schon ein Jahr später und ging zum AC Parma.

### Die 1990er Jahre und Folgezeit
Rimini Calcio spielte Anfang der 1990er-Jahre in der Serie C2. Anfangs klassierte man sich zum Saisonsende im oberen Mittelfeld. In der Saison 1997/98 spielte Rimini erstmals seit Jahren wieder um den Aufstieg. Allerdings überholte SPAL Ferrara am letzten Spieltag der Saison die Riminesen noch, so dass der Direktaufstieg in die Serie C1 unmöglich wurde. In den Playoffs traf Rimini in der ersten Runde auf AC Spezia, das in der 94. Minute den Siegtreffer schoss.
In der darauffolgenden Saison gab Matteo Brighi sein Debüt, der in Rimini das Interesse diverser Serie-A-Klubs auf sich lenkte. Rimini schaffte es erneut in die Play-offs, jedoch scheiterte man wiederum knapp – diesmal an der AC San Donà. In der Saison 1999/2000 schaffte der Verein erstmals die Qualifikation ins Play-off-Finale. Auf neutralem Boden in Arezzo, zerstörte ein Tor des Gegners Vis Pesaro allerdings erneut die Hoffnung der Fans von Rimini.
Anfang des 21. Jahrhunderts änderte sich nicht viel in Rimini – man spielte weiterhin um den Aufstieg verpasste diesen in den Jahren 2001 und 2002 jedoch erneut, als man gegen Teramo Calcio und die SS Sambenedettese Calcio jeweils ausschied.
2002/03 traf Rimini Calcio in der Serie C2 auf die aus der Serie A zwangsabgestiegene Mannschaft der Florentia Viola (vormals AC Florenz) und belegte hinter diesen den zweiten Platz in der Liga. Erneut in den Play-offs spielte man dieses Mal gegen US Grosseto und im Finale gegen AS Gubbio. Diesmal konnte sich der Rimineser Verein durchsetzen und stieg in die Serie C1 auf.
Für die folgende Saison 2003/04 in der Serie C1 konnte sich die Mannschaft entscheidend verstärken und platzierte sich an der Tabellenspitze. Wieder spielte Rimini in den Play-offs, diesmal allerdings um den Aufstieg in die Serie B. Im Derby gegen AC Cesena scheiterte man chancenlos. In der Saison 2004/05 spielte Rimini in einer Gruppe, wo mit Teams wie SSC Neapel, Avellino Calcio, AC Reggiana, Calcio Padova und US Foggia schwere Gegner warteten, die vor wenigen Jahren noch allesamt in der Serie A gespielt hatten. Nicht unüberraschend spielte Rimini jedoch mit Avellino Calcio um die Tabellenspitze. Schlussendlich konnte sich Rimini aber die Spitzenposition sichern, womit der Verein erstmals seit 23 Jahren wieder in der Serie B spielte.
Diese erfolgreiche Saison wurde mit dem Gewinn der Supercoppa Serie C abgeschlossen. Rimini besiegte dabei den Sieger der anderen Gruppe der Serie C1, die US Cremonese mit einem 5:2-Sieg, wodurch sich der Club eine 2:4-Niederlage im zweiten Spiel leisten konnte. Nach einer überzeugenden Hinspielrunde geriet Rimini in der Saison 2005/06 nach einer Niederlagenserie in Abstiegsnot und sicherte den Klassenerhalt in der Serie B erst am letzten Spieltag endgültig. Für den ersten Spieltag der Saison 2006/07 erhielt Rimini den Zwangsabsteiger Juventus Turin ins Stadio Romeo Neri zugelost. Nach Bekanntgabe der Auslosung stieg der Verkauf von Dauerkarten schlagartig an. Gegen die Juve gelang Rimini im Auftaktspiel am 9. September 2006 ein historisches 1:1, den Ausgleich für die Riminesen erzielte ihr Kapitän Adrian Ricchiuti. Zum 31. Dezember 2006 stand Rimini Calcio zum ersten Mal in seiner über 100-jährigen Geschichte auf dem ersten Platz der Serie B, und das in einer Meisterschaft, die aufgrund prominenter Teams wie Juventus, der SSC Neapel, dem FC Bologna oder dem CFC Genua medial fast mehr Aufmerksamkeit als die Serie A erlebte, verbunden mit einem wahren Zuschauerboom.
Durch den 18. Platz in der Serie-B-Saison 2008/09 stieg Rimini in die Lega Pro Prima Divisione ab. Nach dem verfehlten Wiederaufstieg in die zweithöchste Spielklasse in der Saison 2009/10 meldete der Verein Insolvenz an und wurde vom Spielbetrieb in sämtlichen Profiligen zurückgezogen. Daraufhin wurde der Club im Juni 2010 als AC Rimini 1912 wiedergegründet und nahm am Spielbetrieb der fünftklassigen Serie D teil. Dort erreichte der Verein 2010/11 den dritten Platz und stieg nach Aufstiegsspielen gegen den FC Turris in die Lega Pro Seconda Divisione auf.

## Ehemalige Spieler
- Catilina Aubameyang (2004)
- Błażej Augustyn (2008–2009)
- Ahmed Barusso (2006–2007)
- Migjen Basha (2008–2009)
- Filippo Berardi (2013–2015)
- Mario Bertini (1977–1978)
- Matteo Brighi (1996–2000)
- Luca Bucci (1987–1988)
- Ilario Castagner (1967–1969)
- Michele Cervellini (2006–2007)
- Luciano Chiarugi (1980–1981)
- Simone Colombi (seit 2023)
- Andrea Consigli (2007–2008)
- Fernando De Napoli (1982–1983)
- Alex Della Valle (2010)
- Digão (2005–2007)
- Cristiano Doni (1992–1993)
- Luciano Favero (1980–1981)
- Sergio Floccari (2003–2006)
- Giorgio Ghezzi (1947–1949)
- Samir Handanovič (2006–2007)
- Julio Libonatti (1937–1938)
- Massimo Mariotti (1988–1989)
- Alessandro Matri (2006–2007)
- Davide Moscardelli (2005–2007)
- Zlatan Muslimović (2004–2005)
- Giacomo Neri (1932–1933)
- Mirko Palazzi (2004–2013)
- Sorin Paraschiv (2007–2009)
- Sergio Pellizzaro (1976–1978)
- Massimo Piloni (1978–1980)
- Ciro Polito (1998–1999)
- Sandro Porchia (2005–2008)
- Igor Protti (1983–1985)
- Vasco Regini (2022–2023)
- Jacopo Sala (seit 2024)
- Mauro Sandreani (1983–1984)
- Aldo Simoncini (2005–2006)
- Luca Stanga (2023–2024)
- Franco Tancredi (1976–1977)
- Eleoenai Tompte (2017–2018)
- Paolo Tornaghi (2009–2010)
- Mauro Valentini (1990–1991, 1993–1997)

## Ehemalige Trainer
- Gino Pivatelli (1970–1972)
- Osvaldo Bagnoli (1977–1978)
- Giuseppe Materazzi (1983–1984)
- Claudio Foscarini (2001–2002)

## Erfolge
- A-Mannschaft:
  - Serie C1: 1 (2004/05)
  - Supercoppa Serie C: 1 (2004/05)